# (7831) François-Xavier
(7831) Francois-Xavier, désignation internationale (7831) François-Xavier, est un astéroïde de la ceinture principale.

## Description
(7831) Francois-Xavier est un astéroïde de la ceinture principale. Il fut découvert le 21 mars 1993 à l'observatoire Palomar par Eleanor Francis Helin. Il présente une orbite caractérisée par un demi-grand axe de 2,40 UA, une excentricité de 0,14 et une inclinaison de 7,8° par rapport à l'écliptique.

## Compléments